# 2995 Taratuta
2995 Taratuta este un asteroid din centura principală, descoperit pe 31 august 1978 de Nikolai Cernîh.